# Midnight Panic
Midnight Panic was een rockgroep van vier man uit Bakersfield (Californië). De band werd in 2005 gevormd door Mark Chavez, de voormalige zanger van Adema. Ze hebben getoured in Bakersfield en een ep uitgebracht.